# Maisi
Maisie Harriet Brand Bourke, conocida profesionalmente como Maisi, es una músico británica y personalidad de las redes sociales del sureste de Londres. Cofundó Loud LDN, un colectivo de mujeres y músicos no binarios, lanzó varios sencillos y apareció en TikTok con sus intentos de abordar las restricciones alimentarias de su novio. Su madre es Jo Brand.

## Biografía

### Primeros años de vida
Maisie Harriet Brand Bourke nació en King's College Hospital, hija del comediante Jo Brand y Bernie Bourke, ambos ex-enfermeros psiquiátricos, y creció en el sureste de Londres. Tiene una hermana, Eliza, también nacida en King's College Hospital; en octubre de 2021, los cuatro son vegetarianos. Maisi se dio cuenta de que quería dedicarse a la música después de que sus padres le regalaron el álbum de Lily Allen It's Not Me, It's You como regalo de su octavo cumpleaños; La primera canción que aprendió a tocar en el piano fue «The Fear» de Allen. Inicialmente quería ser compositora, y comenzó a escribir canciones cuando tenía once años. Pasó por una fase gótica cuando era adolescente después de escuchar Pure Heroine de Lorde, y asistió a la sucursal de Londres del British and Irish Modern Music Institute, donde se encontró rodeada de otras personas interesadas en actuar y se dio cuenta de que También quería actuar. En la primera semana del curso de 2019, conoció a Alfie Richer, con quien luego empezó a salir.

### Carrera musical
El 11 de junio de 2021, Bourke lanzó «Guess I'm In Love», para el cual se lanzó un vídeo musical; Kent and Sussex Courier informaron en mayo de 2022 que la canción se había reproducido «casi 60 000 veces». El 25 de febrero de 2022, lanzó «Yellow Line», una referencia a las marcas viales, y explora el arrepentimiento que sintió Bourke después de despedirse rápidamente de Richer en un andén de tren el 23 de marzo de 2020 asumiendo que iban a reencontrarse en Londres al día siguiente; en ese momento, Bourke vivía en Londres y Richer en Essex, y las Regulaciones de Protección de la Salud debido a la pandemia de COVID-19 en el Reino Unido al final les prohibieron verse. El sonido de la canción se inspiró en el EP Medicine de Baby Queen, que había descubierto poco antes de grabar la pista, así como en varias pistas de Charli XCX. En mayo de 2022, la canción se ha reproducido «más de 50 000» veces.
En mayo de 2022, conoció a la músico Coupdekat para almorzar, después de haberla descubierto a través de TikTok. Allí, hablaron de la soledad de ser mujer en la industria de la música y de cómo a menudo se enfrentaban entre sí. Esto llevó a la pareja a crear un chat grupal en WhatsApp llamado Ladies Making Noise in London para las mujeres y los músicos no binarios que conocían en ese momento. Inicialmente comenzó con diez músicos, incluidos Piri y Matilda Cole, la adición de otros miembros hizo que la lista de miembros creciera a cuarenta personas, lo que los llevó a crear una página de Instagram, Loud LDN. Coupdekat utilizó una entrevista de junio de 2023 para señalar que el chat tenía «120 miembros» y que se había trasladado a Discord.
El 28 de junio de 2022, lanzó el sencillo «Quick Fixes», una canción sobre anuncios de cosméticos que había visto en línea sobre cuidados de la piel, dietas, alimentos saludables y rellenos faciales costosos, y fue su intento de transmitir su superfluidad. El 8 de noviembre de 2022, apoyó a Piri & Tommy en la etapa Scala de su Froge.tour, y dos días después, lanzó «123», que se utilizó en más de 3000 videos de TikTok. El 24 de marzo de 2023, lanzó «Over & Over Again», para el cual se lanzó un video musical que contiene a Piri, con quien se había hecho amiga a principios de 2022 después de mudarse a Londres. El 28 de abril de 2023 apareció en «Revenge» de Omar+.
El 25 de agosto de 2023, ella y Piri lanzaron «Head», una canción de drum and bass escrita sobre sus sentimientos acerca de que el éxito se les sube a la cabeza a los artistas, y que fue promocionada con un video dirigido, producido y editado por Maisi. La canción se reprodujo por primera vez en BBC Music Introducing con Jess Iszatt el 5 de agosto, quien tuvo que dejar de reproducirla a la mitad después de leer las notas de la pista y descubrir que no se suponía que se hubiera reproducido hasta el 11 de agosto. El 3 de noviembre, apareció en «Go Away» de 020whitton, una canción que escribió sobre una chica loca que conocía cuando era más joven, y el lunes siguiente apoyó a Piri en su gira «Extra Hot». El 24 de noviembre, lanzó una versión de «About You Now» de Sugababes.

## Vida personal
Bourke mantiene una cuenta de TikTok, «yoitsmaisi», en la que Brand aparece a veces. Se volvió viral en enero de 2023 después de que un vídeo de su serie de TikTok «Teaching My BF to Eat», en el que intentaba diversificar las comidas de su pareja más allá de nuggets de pollo y patatas fritas, fuera visto más de 1 000 000 de veces; la serie atrajo la cobertura del Daily Mail, The Sun y el Daily Mirror. En agosto de 2023, tiene más de 145 000 seguidores y su serie sobre alimentación restrictiva ha sido vista más de 20 000 000 de veces. Bourke ha llamado a Amy Winehouse como una «gran inspiración artística y de composición», específicamente por lo sinceras que eran sus letras y cómo era ella como persona. También ha citado inspiración lírica de Lily Allen y Baby Queen, e inspiración musical de Charli XCX, Baby Queen, Dylan y Mimi Webb.
En 2022, ella y Richer corrieron la carrera de barro de Maldon de ese año para Macmillan Cancer Support, tras la muerte por cáncer de su tío Bill y Sean Lock; Maldon Nub señaló en mayo de 2023 que habían recaudado «más de £2200». La pareja quedó última después de que Richer usara un chándal grueso; incluso fueron superados por Joel Hicks, que corrió la carrera desnudo y a quien los organizadores habían hecho tomar la salida después que los demás. La pareja volvió a correr la carrera en 2023; en ambas ocasiones, la carrera fue iniciada por la madre de Bourke, Jo Brand, quien había intentado correr la carrera con Lock en 2010 y terminó siendo arrastrada fuera del barro.